# Daniel Schwarz (Geologe)
Daniel Schwarz (* 31. Januar 1880 in Memmingen; † 27. Juli 1969 in Oberdorf am Ipf) war ein deutscher Buchhalter, Naturschützer und Geologe.

## Werdegang
Schwarz war von Beruf Buchhalter und kam 1906 nach Oberdorf, wo ihm die Landschaft am Ipf so gut gefiel, dass er trotz guter beruflicher Angebote aus Stuttgart und seiner Heimatstadt Memmingen nicht mehr fortging. Auf Wanderungen und Fahrradfahrten beschäftigte er sich intensiv mit Archäologie, Geologie und Natur der Region. Seine Funde und Erkenntnisse veröffentlichte er nicht selbst, sondern reichte sie anderen weiter. Mit Friedrich Hertlein untersuchte Schwarz die vorgeschichtlichen Anlagen auf dem Ipf; er wirkte auch bei der Entdeckung des Kastells Oberdorf 1912 mit. Gerhard Bersu assistierte er 1913 bei dessen Ausgrabungen auf dem Goldberg. Schwarz war ein sehr guter Kenner der Geologie des Nördlinger Rieses und führte eine umfangreiche Korrespondenz mit Geologen und Archäologen wie Helmut Hölder, Georg Wagner, Peter Goessler und Oscar Paret. Den Riesgeologen diente er als Anlaufstelle und förderte einige geologische Dissertationen mit seinem Wissen. Seine umfangreiche Sammlung von Versteinerungen befindet sich heute größtenteils im Besitz des Staatlichen Museums für Naturkunde Stuttgart.
Dem Naturschutz widmete sich Schwarz, der 60 Jahre lang Mitglied des Schwäbischen Albvereins war, in besonderem Maße. Für Naturschützer, Landräte und den Albvereinsvorsitzenden Georg Fahrbach war Schwarz die erste Anlaufstelle, wenn es um die Bopfinger Gegend ging. Neben Pflanzen- und Gewässerschutz lagen ihm vor allem der Ipf und der Goldberg am Herzen, gegen dessen nach dem Zweiten Weltkrieg geplante Nutzung als Bausteinlieferant Schwarz Natur- und Denkmalschützer mobilisierte.
Schwarz hatte einige Ämter. Ab 1911 war er als Pfleger des Königl. Konservatoriums und der Königl. Staatssammlung vaterländischer Altertümer mit der Überwachung der im Bezirk Neresheim vorhandenen Altertümer beauftragt. Ab 1919 war er Beauftragter der Universität Tübingen für geologisch-paläontologische Aufsammlungen und Aufkäufe. 1937 war er kurze Zeit Bezirksbeauftragter für den Naturschutz im Kreis Neresheim, später Mitglied der Aalener Kreisstelle für Naturschutz. Im Schwäbischen Albverein war er 1940 bis 1950 Vertrauensmann der Bopfinger Ortsgruppe, die einen Rundwanderweg am dortigen Sandberg nach ihm benannte.
Im Albverein und in der Kreisstelle für Naturschutz folgte Schwarz sein Sohn, der Lehrer Ernst Otto Schwarz, nach. Seine Töchter Gertrud und Irmgard bewahrten seinen umfangreichen Briefwechsel und seine Tagebuchnotizen auf.

## Ehrungen
- 1958: Bundesverdienstkreuz